# 身体活動レベル
身体活動レベル（しんたいかつどうレベル、英: physical activity level（PAL））は人の毎日の身体活動を数値として表す方法であり、人のエネルギー収支の合計を推計するために使われる。基礎代謝量と組み合わせて、人が特定のライフスタイルを維持するために消費する必要のある食糧エネルギーの量を計算するために使用することができる。

## 定義
身体活動レベル（PAL）は妊娠しておらず、授乳もしていない大人の24時間のエネルギー消費の合計（英：total energy expenditure（TEE））を基礎代謝量（英：basal metabolic rate（BMR））で割ったもので定義される：
{\displaystyle {\text{PAL}}={\frac {\text{TEE/24h}}{\text{BMR}}}}
身体活動レベルは人が毎日行う（身体的な）活動のリストに基づいて推定することもできる。 各活動は身体活動率という数値に紐付けられている。 身体活動レベルは身体活動率の時間加重平均である。

## 具体例
次の表は、いくつかのライフスタイルの身体活動レベルを示した数字である。
| ライフスタイル | 例                                                   | 身体活動レベル |
| -------------- | ---------------------------------------------------- | -------------- |
| 極度に非活動的 | 脳性麻痺患者                                         | <1.40          |
| 座位           | 少し運動するか全く運動しないオフィス労働者           | 1.40-1.69      |
| 適度に活動的   | 建設労働者または毎日一時間走る人                     | 1.70-1.99      |
| かなり活動的   | （機械化していない）農業従事者または毎日二時間泳ぐ人 | 2.00-2.40      |
| 極度に活動的   | 自転車競技アスリート                                 | >2.40          |

## 健康

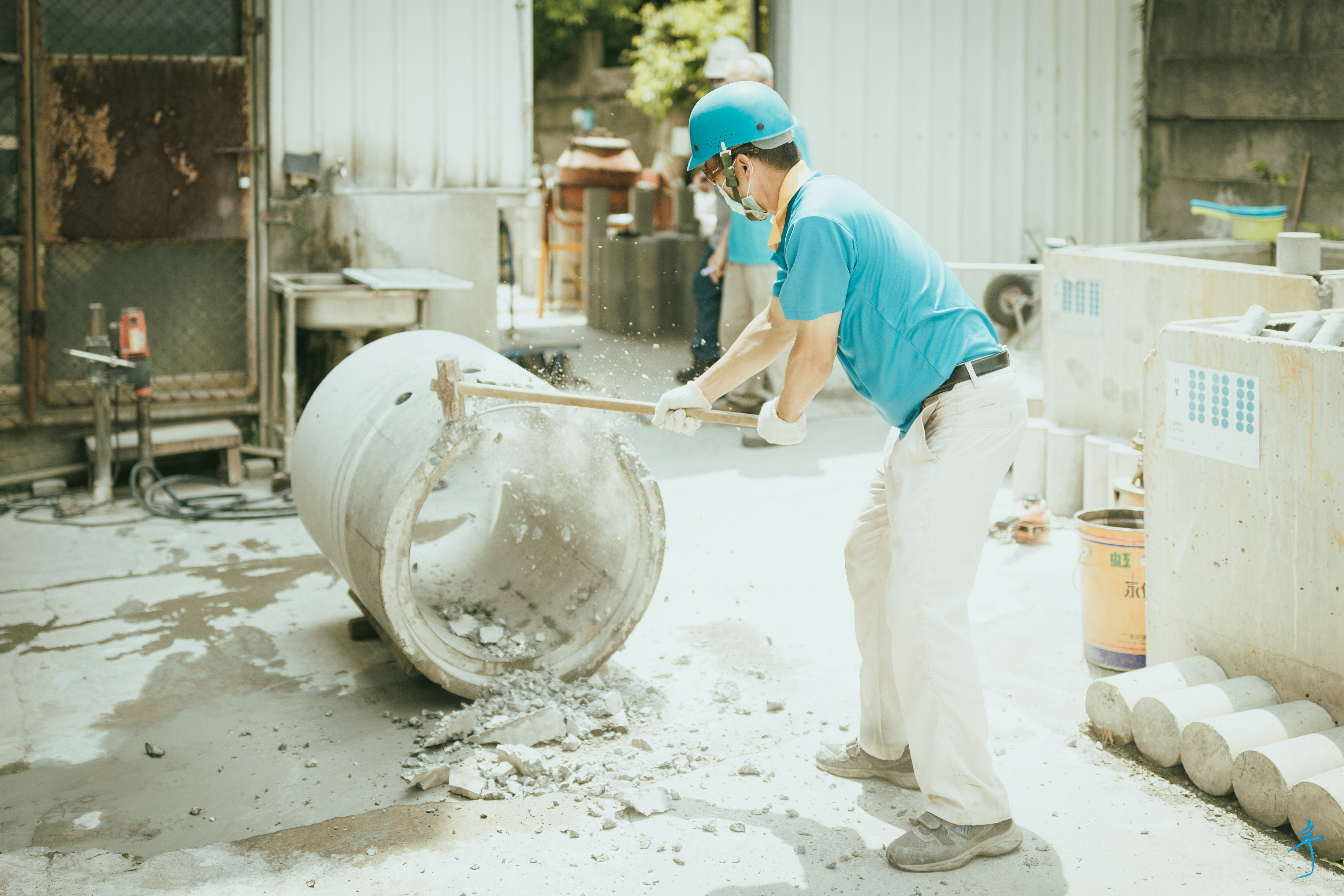
仕事中の身体活動も健康に良いはずであるが、2018年に通常質の高い証拠とされる統計文献分析では、仕事中の身体活動レベルが高いほど、余暇時間で運動すべきかもしれないと分析されている。

2018年の統計文献分析によると、労働時間中の身体活動レベルが高い労働者は、低い労働者よりも不健康であり、労働時間中の身体活動レベルが高い労働者は、余暇にももっと運動する必要があるかもしれない。